# Edward Percival Wright
Pour les articles homonymes, voir Edward Wright (homonymie) et Wright.
Edward Percival (Perceval) Wright (27 décembre 1834, Donnybrook - 2 mars 1910)  est un chirurgien ophtalmologue, botaniste et zoologiste irlandais.

## Famille, éducation et carrière
Il est le fils aîné de l'avocat Edward Wright et de Charlotte Wright. L'un de ses frères est le prêtre anglican Charles Henry Hamilton Wright . Edward est éduqué par un tuteur mais l'histoire naturelle lui est enseignée George James Allman, célèbre universitaire irlandais. À partir de 1852, Wright étudie au Trinity College de Dublin où il obtient un BA en 1857. La même année, il est nommé conservateur du musée universitaire de Trinity et, l'année suivante, maître de conférences en zoologie. Il occupera ce poste pendant dix ans. Parallèlement, il entreprend des études de médecine et donne des cours de botanique à l'école de médecine de l' hôpital Dr Steevens, à Dublin. Il obtient un MA à l'université de Dublin, un MA ad eundem à l'université d'Oxford puis, en 1862, un doctorat en médecine.
Edward Wright part alors pour le continent où il étudie la chirurgie ophtalmique à Vienne, Paris et Berlin. Dans la capitale allemande, il a pour professeur Albrecht von Gräfe, un élève d' Hermann Loew. Il exerce ensuite dans cette discipline, avant mais aussi après être devenu professeur de botanique au Trinity College, Dublin, en 1869. Il occupera ce poste  jusqu'en 1905 et sera également nommé conservateur de l'herbier de Trinity College.
En 1872, il épouse Emily Shaw, deuxième fille du colonel Ponsonby Shaw. Le couple n'a pas d'enfants.

## Voyages
Wright est un grand voyageur. Il passe la plupart de ses vacances sur le continent européen où il collecte des spécimens d'histoire naturelle. En 1867, il séjourne six mois aux Seychelles. Il y collecte une grand nombre de spécimens, de la faune comme de la flore. Certains animaux, comme le requin baleine, sont à cette occasion étudiés très attentivement.
Wright passe le printemps 1868 en Sicile puis, à l'automne de cette même année, il effectue des recherches en utilisant le dragage, au large du Portugal. Il rejoint par la suite Alexander Henry Haliday pour une expédition entomologique au Portugal et deux autres voyages à vocation scientifique, en Sicile, alors peu connue. « Je suis toujours fortement attiré par la Sicile, ne serait-ce que pour y poser le pied et en respirer l'air ». Haliday décède peu après le dernier voyage et Wright, son ami de vingt ans, est son exécuteur testamentaire pour l'entomologie.

## Histoire naturelle et zoologie
Esprit curieux, Edward Wright s'intéresse à des sujets très divers, en relation avec l'histoire naturelle, et en vient à fonder en 1854 la Natural History Review, périodique qu'il édite lui-même. Il y publie des articles sur les oiseaux d'Irlande, les champignons parasites des insectes, la collecte des mollusques, les fougères irlandaises de la famille des Hymenophyllaceae, la flore des îles Aran, les anémones de mer irlandaises, les éponges et les limaces de mer. D'autres travaux scientifiques suivent.
En 1857, il rejoint Alexander Henry Haliday pour une expédition spéléologique dans les grottes de Mitchelstown, situées dans le comté de Galway, afin d'y étudier les insectes cavernicoles. L'un d'entre eux, Lipura wrightii, est ensuite nommé en son honneur. Avec le Dr Théophile Rudolphe Studer, il rédige un compte-rendu, paru en 1889, des coraux (Alcyonaria) récoltés par l'expédition Challenger à l'occasion de ce qui fut la première des grandes campagnes océanographiques (1872-1876).
Toujours dans les années 1850, un ensemble exceptionnel d'amphibiens fossiles du Carbonifère supérieur est découvert dans un gisement houiller à Jarrow Colliery, Castlecomer. Ces fossiles, particulièrement rares, ne font alors l'objet que de deux mentions dans le monde. La description de cette découverte est assurée par Edward Wright et Thomas Henry Huxley .
Les recherches principales de Wright portent cependant sur la zoologie marine et, lors de la réunion de la British Association for the Advancement of Science, en 1858, il assure, avec Joseph Reay Greene, une intervention consacrée à la faune marine des côtes méridionale et occidentale de l'Irlande. Il est l'un des premiers artisans de l'exploration des eaux profondes (800 à 900 m) grâce au dragage, dans la baie de Setubal au Portugal. Il décrit également une espèce de copépode, Pennella, en 1870, et publie sur les éponges irlandaises en 1869 ainsi que  sur les algues. L'algue Cocconeopsis wrightii (O'Meara, 1867) est nommée d'après son nom.
Wright a été secrétaire de la Dublin University Zoological and Botanical Association (association de zoologie et de botanique de l'Université de Dublin), de la Royal Geological Society of Ireland et membre du Dublin Microscopical Club. Il préside la Royal Society of Antiquaries of Ireland de 1900à 1902 et est admis à la Royal Irish Academy en 1857. En 1883, il reçoit la prestigieuse médaille Cunningham pour avoir édité les actes de la société.
Il meurt au Trinity College le 2 mars 1910. Sa tombe est au cimetière de Mount Jerome, à Dublin.

## Héritage
Wright a également donné son nom à une espèce de lézard : Trachylepis wrightii .

## Travaux
Liste non exhaustive
- (1855) Catalogue des mollusques britanniques. Natural History Review Society (Actes des sociétés) 2: 69–85.
- (1859) Notes sur la nudibranchiata irlandaise. Natural History Review Society (Actes des sociétés) 6: 86–88.
- (1859) avec Greene, JR 1859 Rapport sur la faune marine des côtes sud et ouest de l'Irlande. Rapport pour la British Association for the Advancement of Science : 176–181
- (1860) Wright, EP 1860 Notes sur la nudibranchiata irlandaise. Actes de la Natural History Society of Dublin 2: 135–137.
- (1864) Traduction de The Pathogeny of Squint de FC Donders (1864)
- (1865) Une modification de l'ophtalmoscope de Liebreich
- (1865) Notes sur Colias edusa . Actes de la Dublin Natural History Society 5: 7–8.
- (1866) avec Huxley, T.H. Sur une collection de fossiles de la mine de charbon Jarrow, Kilkenny Geological Magazine, v. 3, p. 165–171.
- (1867) avec Huxley, T.H. Sur une collection de vertébrés fossiles de la mine de charbon Jarrow County Kilkenny Ireland. Actes de la Royal Irish Academy Vol. 24 - Science.
- (1867) Remarques sur les rhizopodes d' eau douce Quarterly Journal of Microscopical Science V. 7, p. 174–175.
- (1868) Notes sur les chauves-souris des Seychelles. Annales et magazine d'histoire naturelle
- (1868) Notes sur les éponges irlandaises. Actes de la Royal Irish Academy 10: 221-228.
- (1870). Six mois aux Seychelles. Spicilegia Zoologica, Dublin 1, 64–65.
- (1872) Traduction anglaise et révision de Louis Figuier Le monde océanique . New York: D. Appleton. (Louis Figuier était un écrivain prolifique, vulgarisateur dans le domaine des sciences et des techniques. Une grande partie des informations scientifiques contenues dans les romans de Jules Verne est tirée de son travail. Les traductions de Wright rapportaient des redevances substantielles).
- (1875) Traduction anglaise et révision de Louis Figuier : Mammalia, leurs formes et leurs comportements London, Cassell & Company, Ltd. Réimprimé jusqu'en 1892.
- (1877) Sur un nouveau genre et espèce d'éponge Actes de la Royal Irish Academy, ser. 2, v. 2, p. 754–757, pl. 40.
- (1889) avec Studer, T. Report on the Alcyonaria -Voyage of HMS Challenger Zoology 31, i – lxxvii + 1.– 314.
- (1896) L'herbier du Trinity College, une rétrospective Notes de la Botanical School of Trinity College, Dublin, 1, 1–14